# Struthiomimus
A Struthiomimus (jelentése 'struccutánzó', az ógörög στρουθιον / sztruthion 'strucc' és μιμος / mimosz 'utánzó', 'imitátor' szavak összetételéből) az ornithomimida dinoszauruszok egyik neme, amely a késő kréta időszakban élt a kanadai Alberta területén.
Két lábon járó, hosszú hátsó lábakkal rendelkező struccszerű állat volt, a hosszúsága nagyjából 4,3 méter, a csípőmagassága 1,4 méter, a tömege pedig körülbelül 150 kilogramm lehetett. A Struthiomimus az egyik leggyakoribb kis méretű dinoszaurusz volt a Dinoszaurusz Tartományi Park területén; sűrű előfordulása arra utal, hogy inkább növényevő vagy mindenevő lehetett, mint húsevő.
Több más, az 1800-as években felfedezett dinoszauruszhoz hasonlóan a Struthiomimus története zavaros. A Struthiomimus elsőként ismertté vált fosszíliát Othniel Charles Marsh 1892-ben Ornithomimus sedens néven írta le, a következő fajnak pedig Lawrence Lambe 1902-ben az O. altus nevet adta. A Struthiomimus nevet Henry Fairfield Osborn alkotta meg 1917-ben, az albertai Red Deer folyónál felfedezett maradványok alapján.

## Anatómia

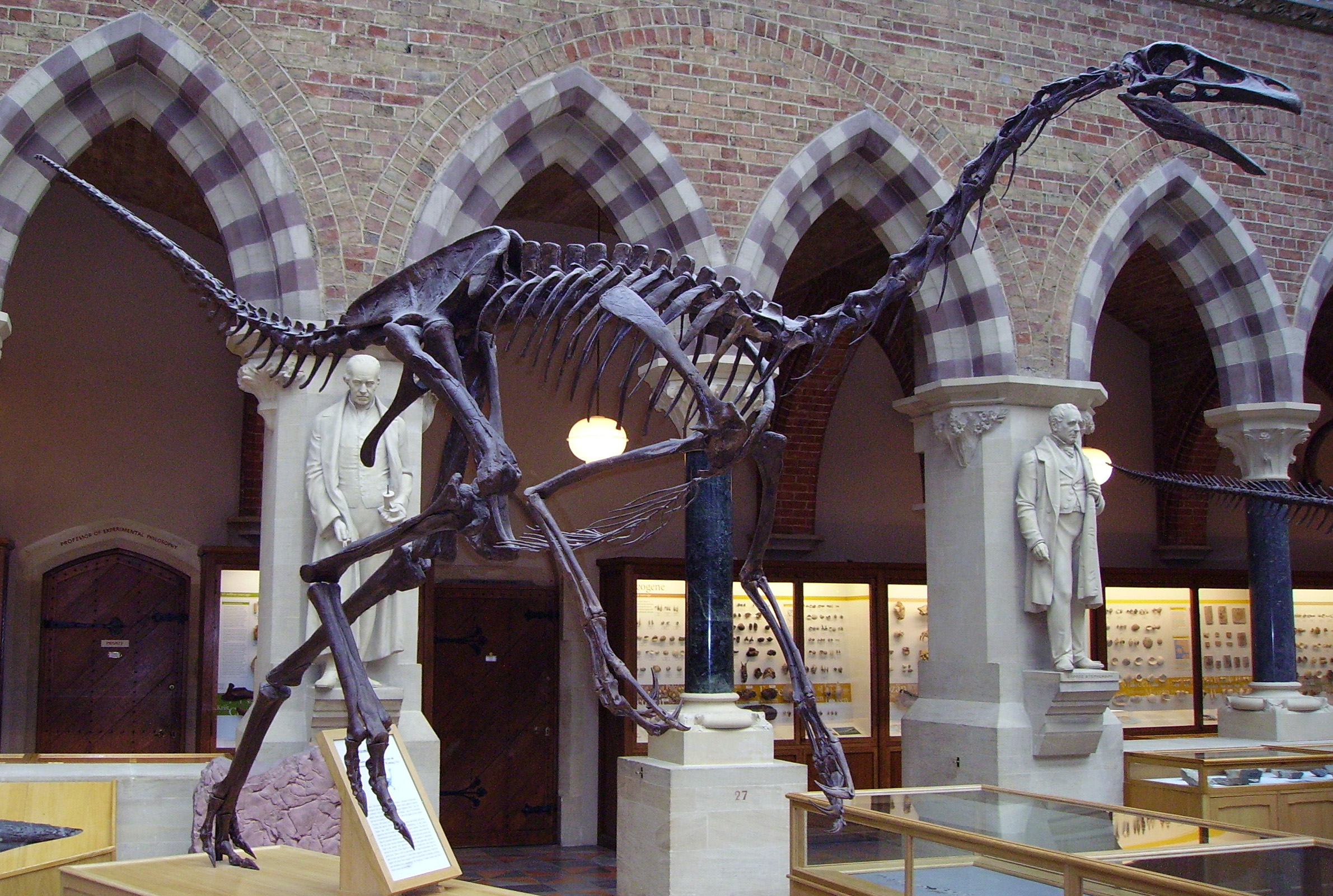
A Struthiomimus sedens csontváza az Oxfordi Egyetem Természetrajzi Múzeumában (Oxford University Museum of Natural History)

A Struthiomimus jellegzetes ornithomimida testfelépítéssel rendelkezett, ami arányaiban, valamint egyes anatómiai részleteiben eltér az Ornithomimusétól és a Dromiceiomimusétól. Számos csontváz és koponya alapján ismert, melyek hossza körülbelül 4,3 méter, a csípőmagasságuk 1,4 méter, míg az egykori állatok tömegét 150 kilogrammra becsülték. A többi ornithomimidához hasonlóan kicsi és keskeny koponyája hosszú (a csípőtől mért testhossz mintegy 40%-át elérő) nyakon ült. A szemei nagyok az állcsontjai pedig fogatlanok voltak. A gerince 10 nyak, 16 hát, 6 csípő és ismeretlen számú farokcsigolyából állt. Merev farkát valószínűleg egyensúlyozásra használta.
A Struthiomimus mellső lábai és kezei vékonyak voltak, és bár a karja csontjait nem volt képes mozgatni, az első és a második két ujját korlátozott módon szembe tudta fordítani. Az ornithomimidák között ez a nem rendelkezett a leghosszabb kezekkel, melyeken különösen hosszú karmok helyezkedtek el. A három ujj nagyjából ugyanolyan hosszúságot ért el, a kamok pedig csak kis mértékben görbültek meg; Henry Fairfield Osborn, aki 1917-ben leírást készített az egyik csontvázról, a karokat a lajháréhoz hasonlította. A sípcsont hosszabb volt, mint a combcsont, ami a futó állatok jellegzetessége. Az ornithomimidák között azonban a lábak csak átlagos hosszúságúnak számítanak. A lábfejek meghosszabbodtak, a lábközépcsontok egymáshoz közel álltak, a három lábujjon levő pedig karmok csak nagyon enyhén görbültek meg.
A Struthiomimus a Coelurosauria csoport tagjaként talán tollakat viselt, főként abban az esetben, ha az Ornithomimosauria és az Alvarezsauridae (melybe a tollasként ismert Shuvuuia is tartozik) közeli rokonságban állt egymással.

## Felfedezés és fajok

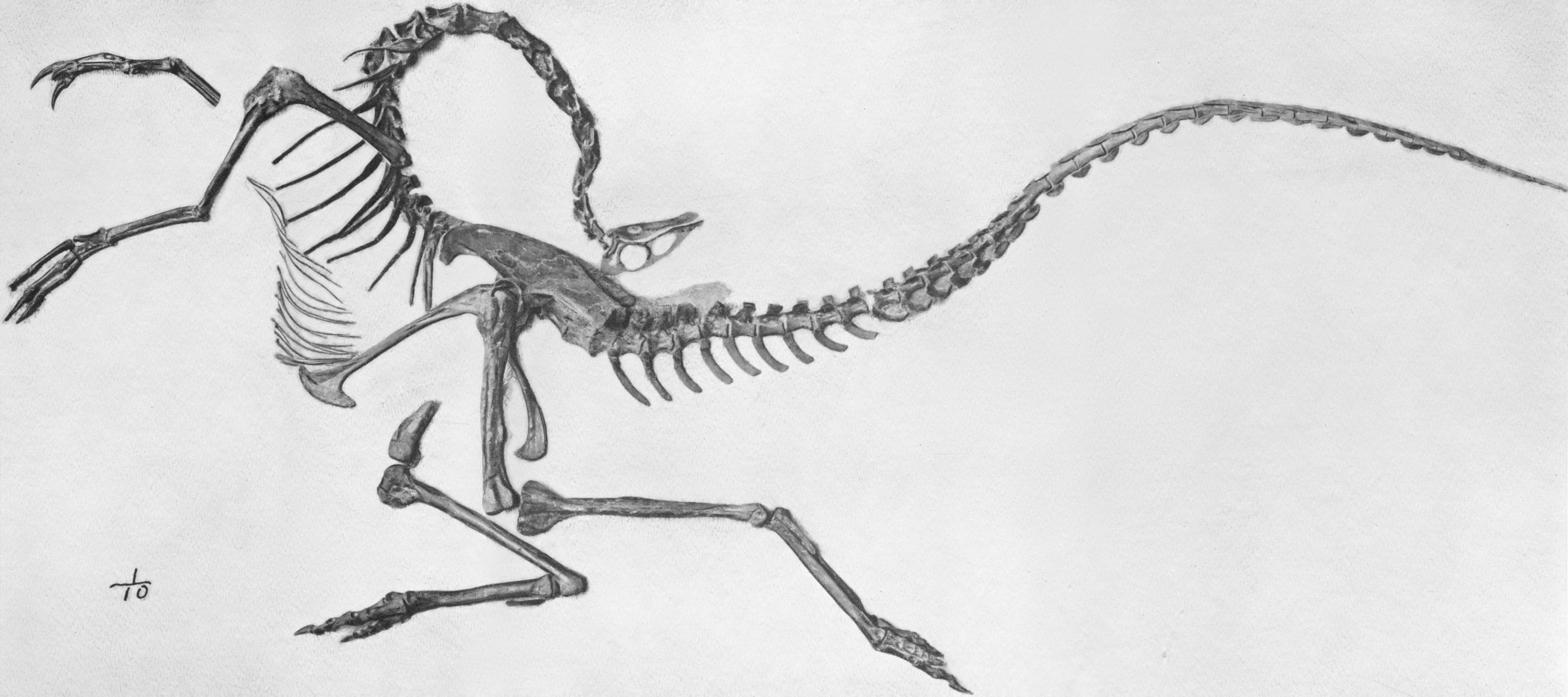
Egy 1914-ben talált, majdnem teljes Struthiomimus altus példányról készült illusztráció

1901-ben Lawrence Lambe felfedezett néhány fosszilis maradványt, melyet Ornithomimus altusnak nevezett el, és abba a nembe sorolt be, amit 1890-ben Othniel Charles Marsh hozott létre. A faj neve, a latin altus jelentése 'emelkedett' vagy 'nemes'. 1914-ben azonban Barnum Brown egy majdnem teljes csontvázat fedezett fel az albertai Red Deer folyónál, melyet 1917-ben Henry Fairfield Osborn egy külön nem, a Struthiomimus példányaként írt le.
A Struthiomimus altus a Dinosaur Park Formáció késő campaniai korszakhoz tartozó részéről származik. A Struthiomimus egyik faja azonban a késő campaniai/kora maastrichti korszakból, a Horseshoe Canyon Formációból is ismert. Mivel a dinoszaurusz fauna gyorsan változott, lehetséges, hogy ezekről a fiatal Struthiomimus példányokról később kiderül majd, hogy nem az S. altus fajhoz tartoznak, de egyelőre még nem kaptak új nevet. A Hell Creek Formációból származó Struthiomimus egyedek nagyobbak (a Gallimimushoz hasonló méretűek) emellett a mellső lábaikon levő karmok az Ornithomimuséhoz hasonlóan egyenesebbek és hosszabbak. A Struthiomimus azon példányait, melyek legnagyobb valószínűséggel egy külön fajhoz tartoznak Struthiomimus sedensnek nevezték el (ezeket Marsh 1892-ben az Ornithomimus nembe sorolta be).

## Osztályozás
A Struthiomimus az Ornithomimidae család tagja, egy olyan csoporté, melybe az Anserimimus, az Archaeornithomimus, a Dromiceiomimus, a Gallimimus, az Ornithomimus és a Sinornithomimus is beletartozik.
Mivel a Struthiomimus fosszilis maradványait tévesen az Ornithomimushoz kapcsolták, a Struthiomimus az Ornithomimosauria öregcsaládhoz tartozik, ami számos változáson ment át az évek során. Például O.C. Marsh a Struthiomimust kezdetben a theropoda dinoszauruszokkal közeli rokonságban nem álló Ornithopoda csoportba sorolt be Öt évvel később Marsh a Struthiomimust a Ceratosauria alrendághoz kapcsolta. 1891-ben, Georg Hermann Carl Ludwig Baur a nemet az Iguanodontia részalrendbe helyezte át. 1993 óta a Struthiomimus az Oviraptorosauria részét képezi. Azonban az 1990-es években, a Struthiomimust több tanulmány is a Coelurosauria kládon belül helyezte el.
1976-ban Rinchen Barsbold az ornithomimidák és a többi theropoda közti különbséget felismerve, az ornithomimidákat a számukra létrehozott saját alrendágon, az Ornithomimosaurián belül helyezte el. A Ornithomimidae és az Ornithomimosauria összetétele szerzőnként eltér. Paul Sereno például 1998-ban, minden ornithomimosauriát az Ornithomimidae családon belül helyezett el, de később leszűkítette a definíciót (a fejlettebb ornithomimosaurusok számára), egy olyan osztályozási mintára, amit a 2000-es években más szerzők is átvettek.

## Ősbiológia

### Táplálkozás

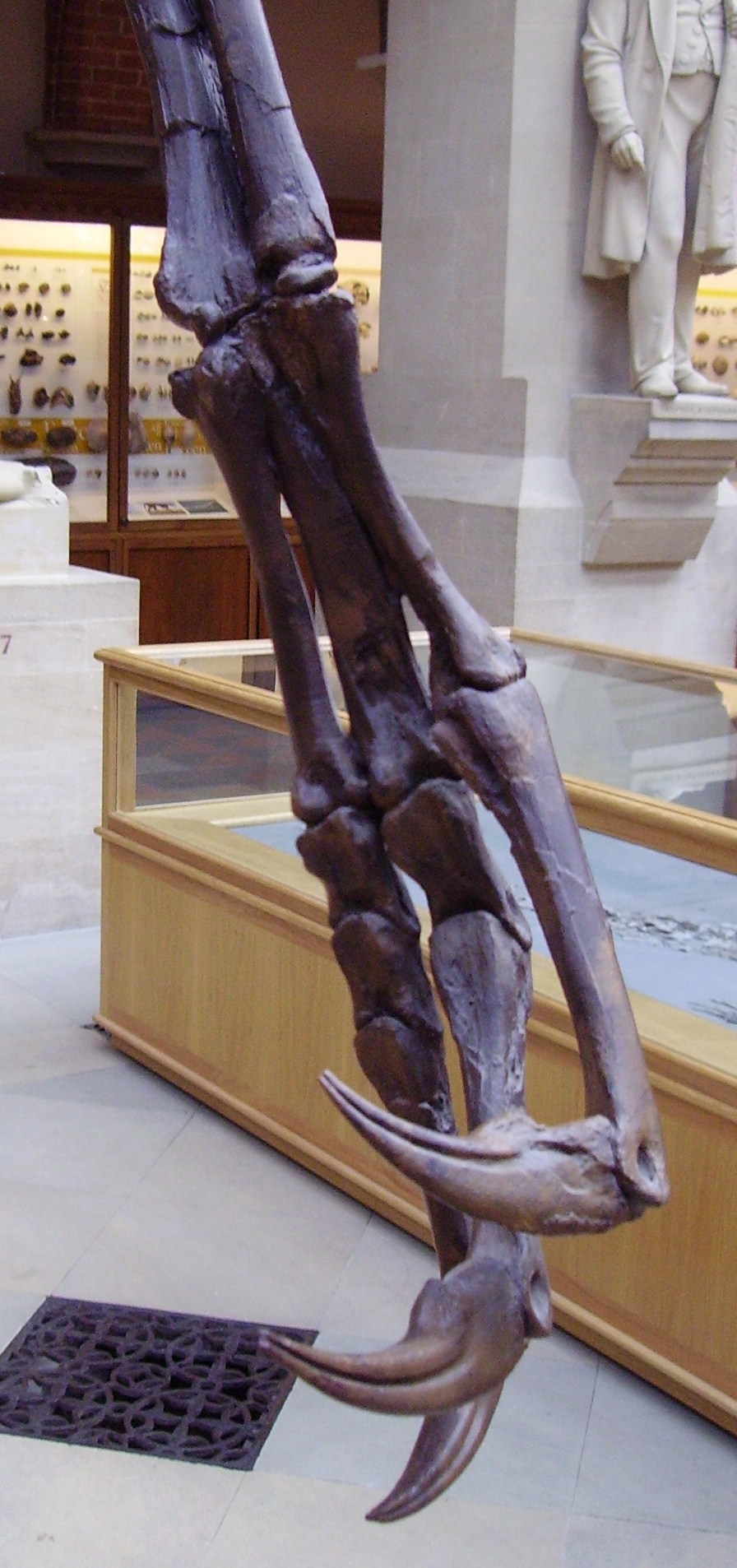
Egy Struthiomimus sedens keze és karmai az Oxfordi Egyetem Természetrajzi Múzeumában

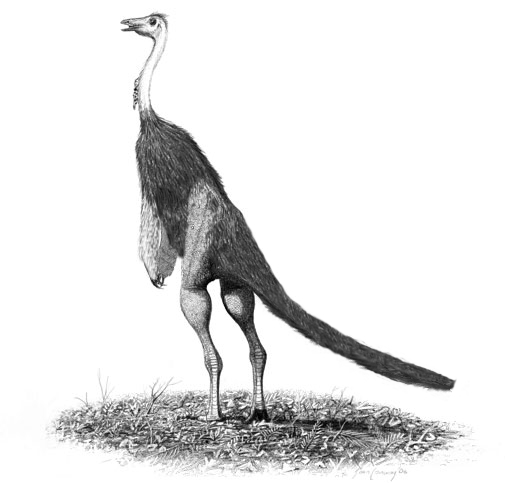
A Struthiomimus altus rekonstrukciója

A Struthiomimus táplálkozási szokásai sok vita tárgyát képezik. Mivel egyenes, hegyes csőre volt, talán mindenevő lehetett. Némelyik elmélet szerint partok mentén élt, és szűréssel táplálkozott. Egyes őslénykutatók feljegyezték, hogy nagyobb a valószínűsége annak, hogy húsevő volt, mivel egy egyébként húsevőkből álló theropoda csoportba sorolták be. Ez az elmélet sosem vesztett a jelentőségéből, de Osborn, aki elkészítette a dinoszaurusz leírását és nevet adott a számára, kijelentette, hogy valószínűleg rügyeket és hajtásokat legelt a fákról, a bokrokról és más növényekről, a mellső lábaival megragadva az ágakat, és hosszú nyakával segítve a megfelelő részek kiválasztását. A növényevő életmódot támogatja a kezek szokatlan felépítése is. Az egyforma hosszúságú második és a harmadik ujj nem mozoghatott önállóan, és valószínűleg a bőr is összekötötte a kettőt. Ez azt jelzi, hogy a kezét kampóként használta az ágak vagy a páfránylevelek közelebb húzására.

### Sebesség
A Struthiomimus hátsó lábai hosszúak és erősek voltak, és látszólag gyors futáshoz alkalmazkodtak egy struccéhoz hasonlóan. A feltételezett sebessége valójában a fő védelme volt a ragadozókkal szemben (bár a hátsó, karmos lábával rúghatott is, ha sarokba szorították), a kortársai közé tartozó dromaeosauridákhoz (a Saurornitholesteshez és a Dromaeosaurushoz) és a tyrannosauridákhoz (a Daspletosaurushoz és a Gorgosaurushoz) hasonlóan.
A becslés szerint 50–80 km/h-s sebességű futásra is képes lehetett.

### Testhelyzet

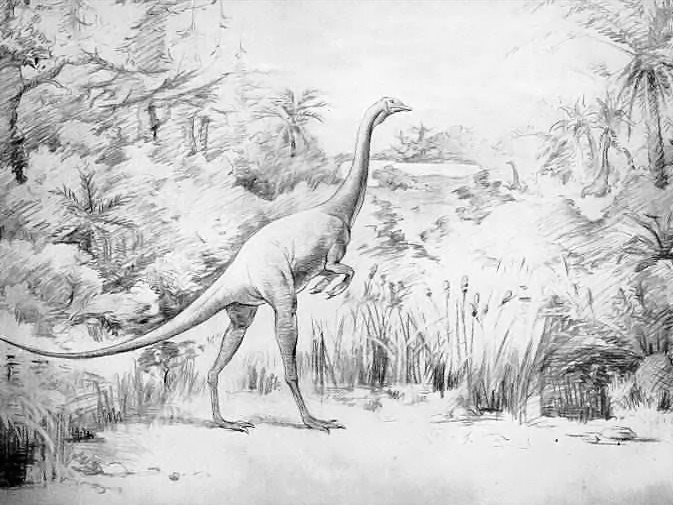
A Struthiomimus altus korai rekonstrukciója

A korai rekonstrukciók a Tyrannosaurushoz és az Iguanodonhoz hasonlóan „háromlábú” pózban (a földre lógó farokkal) ábrázolták az állatot, mielőtt még a későbbi, kiegyensúlyozottabb, merev, vízszintes farkú ábrázolások széles körben elfogadottá váltak volna. Ez az újabb szemlélet sokkal jobban emlékeztet az olyan röpképtelen madarakra, mint például a strucc, melyre az állat neve is utal.

## Popkulturális hatás
A legjobb állapotban megőrződött Struthiomimus csontváz jelenleg az Amerikai Természetrajzi Múzeum (American Museum of Natural History) kiállításán látható a New York-i Manhattanben, míg a legjobb állapotú koponya a kanadai Albertában levő Royal Tyrrel Őslénytani Múzeum (Royal Tyrrell Museum of Palaeontology) gyűjteményének részét képezi.
A Struthiomimus számos dinoszauruszokkal kapcsolatos filmben és tévéműsorban szerepelt: 
- látható egy páros az Őslények országa második részében (kalandok a virágzó völgyben).
- szerepel a Disney stúdió 2000-ben készített animációs filmjében, a dínóban.,
- a CBS 1985-ös, Dinoszaurusz! (Dinosaur!) című dokumentumfilmjében, melynek kommentátora Christopher Reeve volt.
- Egy stop-motion technikával készült animációs filmben a Struthiomimus hadrosaurida tojásokkal táplálkozik, és miután elmenekül a dühös anyaállattól, nem sokkal később egy pár Deinonychus zsákmányává válik (bár a valóságban a Deinonychus a kora kréta időszakban élt, így nem volt a Struthiomimus kortársa).
- A Tyco Dino-Riders sorozatában és a későbbi Smithsonian sorozatban megjelent játékok között megtalálható a Struthiomimus is.

## Fordítás
- Ez a szócikk részben vagy egészben a Struthiomimus című angol Wikipédia-szócikk ezen változatának fordításán alapul.  Az eredeti cikk szerkesztőit annak laptörténete sorolja fel. Ez a jelzés csupán a megfogalmazás eredetét és a szerzői jogokat jelzi, nem szolgál a cikkben szereplő információk forrásmegjelöléseként.